# Sonero: The Music of Ismael Rivera
Sonero: The Music of Ismael Rivera ist ein Jazzalbum von Miguel Zenón. Die Aufnahmen entstanden am 19. und 20. März 2019 in The Power Station Studio New England, Waterford, Connecticut und erschienen am 30. August 2019 auf dem Label Miel Music.

## Hintergrund
Der in San Juan geborene Musiker Miguel Zenón hat die Musik von Puerto Rico in mehreren Projekten und Aufnahmen vorgestellt. Seine frühere Veröffentlichung Yo Soy la Tradición (Miel Music, 2018) war eine quasi-klassische Jazzsuite, die die volkstümlichen Traditionen von Puerto Ricos Musik, Religion und Kultur würdigte und für Streichquartett und Saxophon geschrieben wurde. Sonero ist dem legendären puerto-ricanischen Sänger Ismael Rivera (1931–1987) gewidmet. Das Album enthält elf Salsa-Songs, die von dem afro-puerto-ricanischen Sänger Ismael Rivera populär gemacht wurden.
Rivera sang oft mit übermütiger Stimme und kreierte blendende rhythmische Phrasen, schrieb John Murph. Es war bekannt, dass er den Refrain eines Liedes mit funkelnden Passagen verlängerte oder einfach über Refrains improvisierte. Seine Arbeit in den 1950er Jahren trug dazu bei, das Publikum in der Karibik und in Lateinamerika mit puerto-ricanischen Rhythmen – Bomba und Plena – bekannt zu machen. Rivera, der 1987 im Alter von 55 Jahren verstarb, spezialisierte sich auf einen eindeutig puerto-ricanischen Soneo-Stil, eine improvisatorische Form des Singens. Sein Stil wurde so hoch geschätzt, dass er als El Sonero Mayor (der größte Sonero überhaupt) bekannt wurde. In den 1950er und frühen 1960er Jahren war Rivera der Sänger von Cortijo y Su Combo, angeführt vom berühmten Komponisten Rafael Cortijo, der das Repertoire der afro-ricanischen Vokal- und Schlagzeugtraditionen Bomba und Plena in zeitgenössische Tanzbandmusik verwandelte. Nachdem sich die Gruppe aufgelöst hatte, half Rivera, den Grundstein für die unverwechselbare puerto-ricanische Salsa im Fania-Stil zu legen, die später in den 1960er Jahren in New York City entstand. Er schuf wegweisende Tracks und begann seine Eroberung der Tanzmusikwelt im Allgemeinen. Zenón hat faszinierende Versionen von Riveras Erkennungsmelodien entwickelt, darunter El Negro Bembón, in dem die tragische Geschichte eines schwarzen Mannes erzählt wird, der wegen seiner großen Lippen ermordet wurde, und Las Caras Lindas, eine Black is beautiful-Hymne von Catalino „Tite“ Curet.

## Titelliste

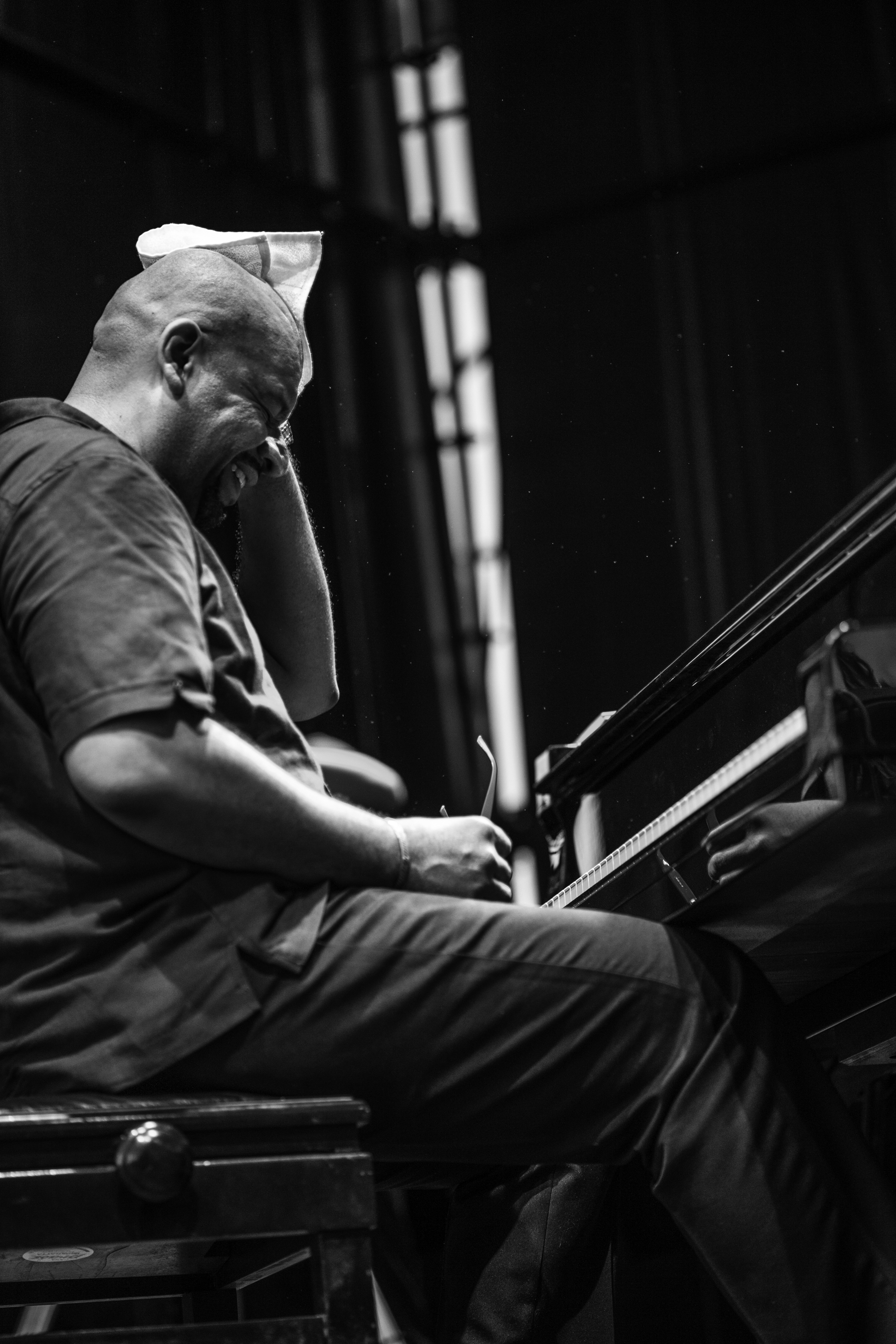
Luis Perdomo auf dem 19. International Jazz Festival of Punta del Este (2015)

- Miguel Zenón – Sonero: The Music of Ismael Rivera (Miel Music – 888295908221)[5]
  1. Intro / Maelo a Capella (Brito Clodoaldo, Antonio Figueroa, João Mello) 1:24
  2. Quítate de la Vía, Perico (Juan Hernández) 7:07
  3. Las Tumbas (Bobby Capó) 7:40
  4. El negro Bembón (Bobby Capó) 8:16
  5. La gata Montesa (Israel Plata) 7:15
  6. Traigo Salsa (Javier Vazquez) 5:13
  7. Las Caras Lindas (Catalino „Tite“ Curet Alonso) 7:40
  8. Hola (Juan Pablo Torres) 4:41
  9. Colobó (Hanzel Arroyo) 5:59
  10. Si te Contara (Félix Reina) 6:39
  11. El Nazareno (Henry D. Williams) 8:02

## Rezeption
Das Album erhielt 2019 eine Grammy-Nominierung in der Kategorie Bestes Jazz-Latinalbum. Zenóns Album erhielt durchweg positive Kritiken. Der Saxophonist verbinde „auf brillante Weise die Punkte zwischen Puerto Ricos improvisatorischer Musiktradition und seiner eigenen Marke wegweisenden Avantgarde-Jazz“, schrieb Catalina Maria Johnson im Chicago Reader.

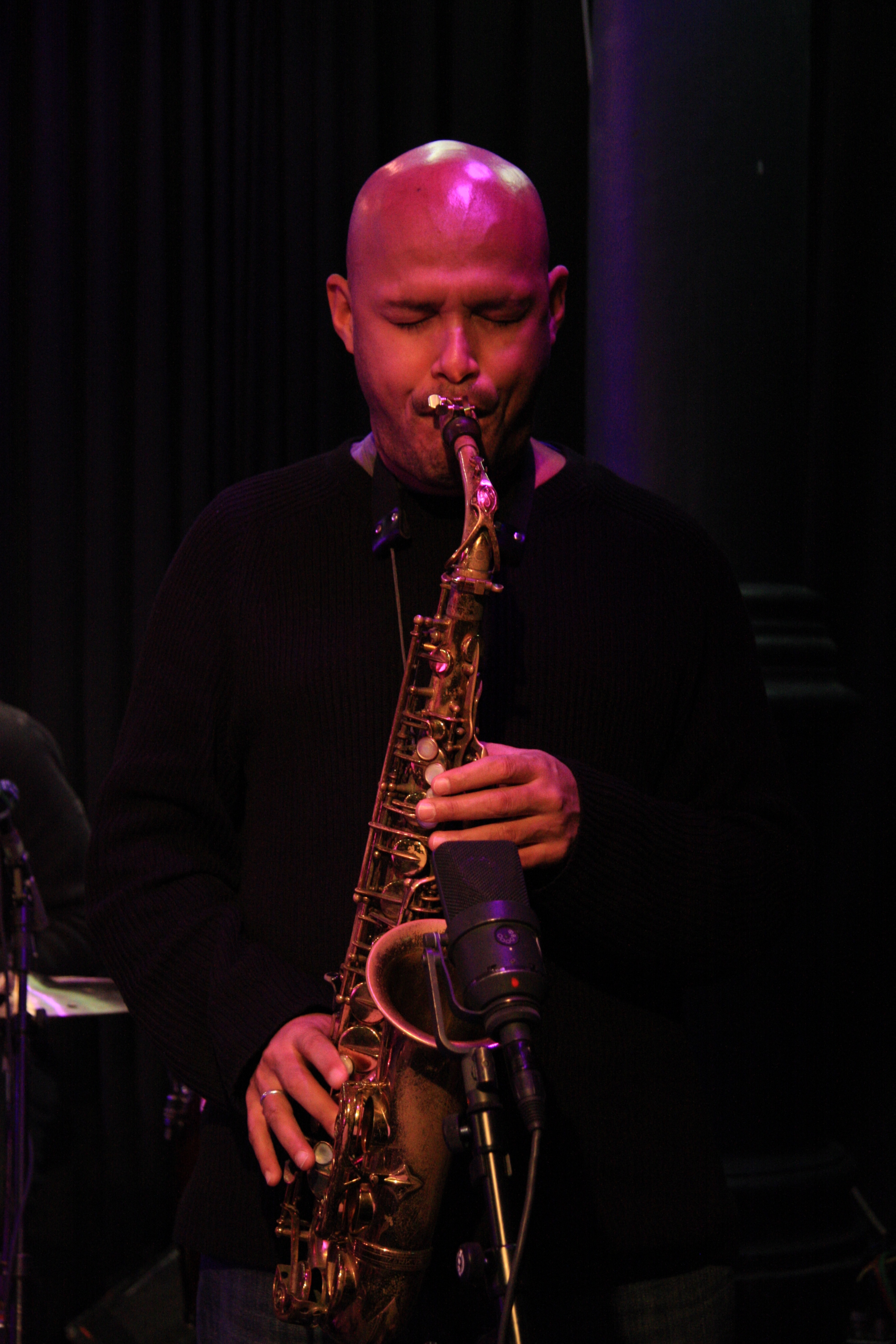
Miguel Zenón 2010

Es sei nicht möglich, Sonero: The Music of Ismael Rivera von Miguel Zenón zu hören, ohne den Gedanken an einen anderen Altsaxophonisten, nämlich Charlie Parker, auszulösen, schrieb Marc Corroto in All About Jazz. „Wie Parker hat Zenón diese wieselflinke Verarbeitung von Gedanken und Ausdruck, aber relevanter ist, dass beide Künstler jeden Musikstil in die Jazzsprache umwandeln können. Während Parker sich mit lateinamerikanischer Musik im Makrosinne befasste, kam Zenón auf eine Mikroebene.“ Sonero, schrieb Corroto weiter, beschwöre Charlie Parker auch darin, dass Rivera sein stimmliches Gegenstück in der Welt der improvisierten Salsa war. „Sein Gesang revolutionierte die Volksmusik mit einer ähnlichen Komplexität und Innovationskraft. Diese Aufnahme ist die geniale Schnittstelle beider Männer, beleuchtet von Zenóns Quartett, einer 15 Jahre bestehenden Gruppe, mit der vier frühere Alben entstanden sind.“ Zu den Höhepunkten des Albums zählt der Autor Quítate de La Vía, Perico, ein Klassiker von 1961, der das Anfahren eines Zugs imitiert, außerdem das elegante Las Tumbas und das rhythmische Call and Response Spiel in El Negro Bembón. Während Charlie Parker einmal einfache Jazzmelodien aufgenommen und komplexe Zusammenhänge gewebt hat, greife Zenón dieses Konzept noch einmal auf und zeige die gleichen Innovationen, die Ismael Rivera in der lateinamerikanischen Musik verankert hat.
Nach Ansicht von John Murph (Down Beat)  kehrt der Altsaxophonist mit dieser genialen Hommage an den berühmten Sänger Ismael Rivera zum puerto-ricanischen Songbook zurück, deren Arbeit mit Cortijo Y Su Combo und Los Cachimbos genauso beeindruckend und beeindruckend war wie die Improvisationen von Miguel Zenón heute. Zenón greife viele der Eigenheiten Riveras als Ausgangspunkt für seine Musik auf. Das Ergebnis sei großartig, besonders der sprudelnde Akkord des Saxophonisten mit seinen Bandkollegen. Luis Perdomo vermittele einen Großteil des elegischen Dramas, das in Riveras Liedern durch seine eindrucksvollen Klavierbegleitungen und rhythmisch agilen Improvisationen wogte, wie die schlüpfrige Überarbeitung von Quítate De La Via, Perico zeige. Der rhythmische Motor des Quartetts – der Bassist Hans Glawischnig und der Schlagzeuger Henry Cole – lenken die Erkundungspassagen des Bandleaders durch unerwartete Korridore, behalten den logischen Schwung bei und nehmen gleichzeitig die dynamische Geschmeidigkeit an. Zenón zeige sich als ein durchweg kluger Improvisator, der sich oft auf glühende Linien einlässt, die im Zickzack verlaufen, als wären Kompositionen akustische Schaltpläne. Dieser Brio sei auf dieser Aufnahme sicherlich präsent, aber es gebe eine neu entdeckte emotionale Wärme in seiner Arbeit, insbesondere in der sinnlichen Traigo Salsa und der durchschlagenden Si Te Contara.
George W. Harris schrieb in Jazz Weekly, Miguel Zenón setze mit dem vorliegenden Album seine Reise fort, um Musik seines Erbes in die moderne Jazzgeschichte einzubringen. Nach Ansicht des Autors agiere der Altsaxophonist auf dem gesamten Album auf höchstem Niveau, erhaben auf Si Te Contara und reflektierend auf Hola. Riveras eingebettete Melodik werde in dieser bestechenden Sammlung eingefangen.